# Carlos Luque
Carlos Martín Luque (Las Varillas, 1º marzo 1993) è un ex calciatore argentino, di ruolo attaccante.

## Carriera

### Club
Dopo aver militato per anni nelle giovanili del Colón (SF), ha esordito nel 2011 in prima squadra.

### Nazionale
Nel 2011 viene convocato dalla nazionale Under-20 argentina per prendere parte al campionato mondiale di categoria.